# Całuj mnie mocno (singel Mieczysława Fogga)
Całuj mnie mocno (Bésame mucho) – cover nagrany przez Mieczysława Fogga i wydany jako singel przez wytwórnię Fogg Record w 1947 lub 1948.
Piosenka Bésame mucho (Całuj mnie mocno) została napisana w 1940 przez Meksykankę Consuelo Velázquez w rytmie bolera, była nagrywana przez wielu artystów na całym świecie. W Polsce, oprócz Mieczysława Fogga, nagrali ją m.in. Marta Mirska, Henryk Rostworowski, Zbigniew Rawicz, Irena Santor czy Violetta Villas.  Fogg wykonał ten utwór jako tango. Podczas nagrania towarzyszyła mu orkiestra pod dyrekcją Władysława Kabalewskiego, która była firmowym zespołem wytwórni Fogg Record.
Na drugiej stronie umieszczono fokstrota „Minut pięć dać mi chciej” (Give Me Five Minutes More) autorami którego byli Jule Styne – muzyka i Sammy Cahn – słowa. Autorem polskiego tekstu był również Henryk Rostworowski. Oryginalny tytuł to „Five Minutes More”, ale często występuje w tej rozszerzonej wersji. Również i ten utwór Mieczysław Fogg śpiewał wraz z orkiestrą Kabalewskiego.
Płyta, 10” szelakowy singel odtwarzany z prędkością 78 obrotów na minutę, wydana została przez należącą do piosenkarza wytwórnię Fogg Record. Strona z utworem Bésame mucho nosi numer matrycowy 104 (nr BIEM: B-46190), strona z utworem „Minut pięć dać mi chciej” nosi numer matrycowy 105 (nr BIEM: B-46191).

## Muzycy
- Mieczysław Fogg – śpiew
- orkiestra pod dyrekcją Władysława Kabalewskiego

## Lista utworów
Strona A
1. „Całuj mnie mocno” (Besa Me Mucho) – tango

Strona B
1. „Minut pięć dać mi chciej” (Give Me Five Minutes More) – fokstrot